# نظام هاجنباخ-بيشوف

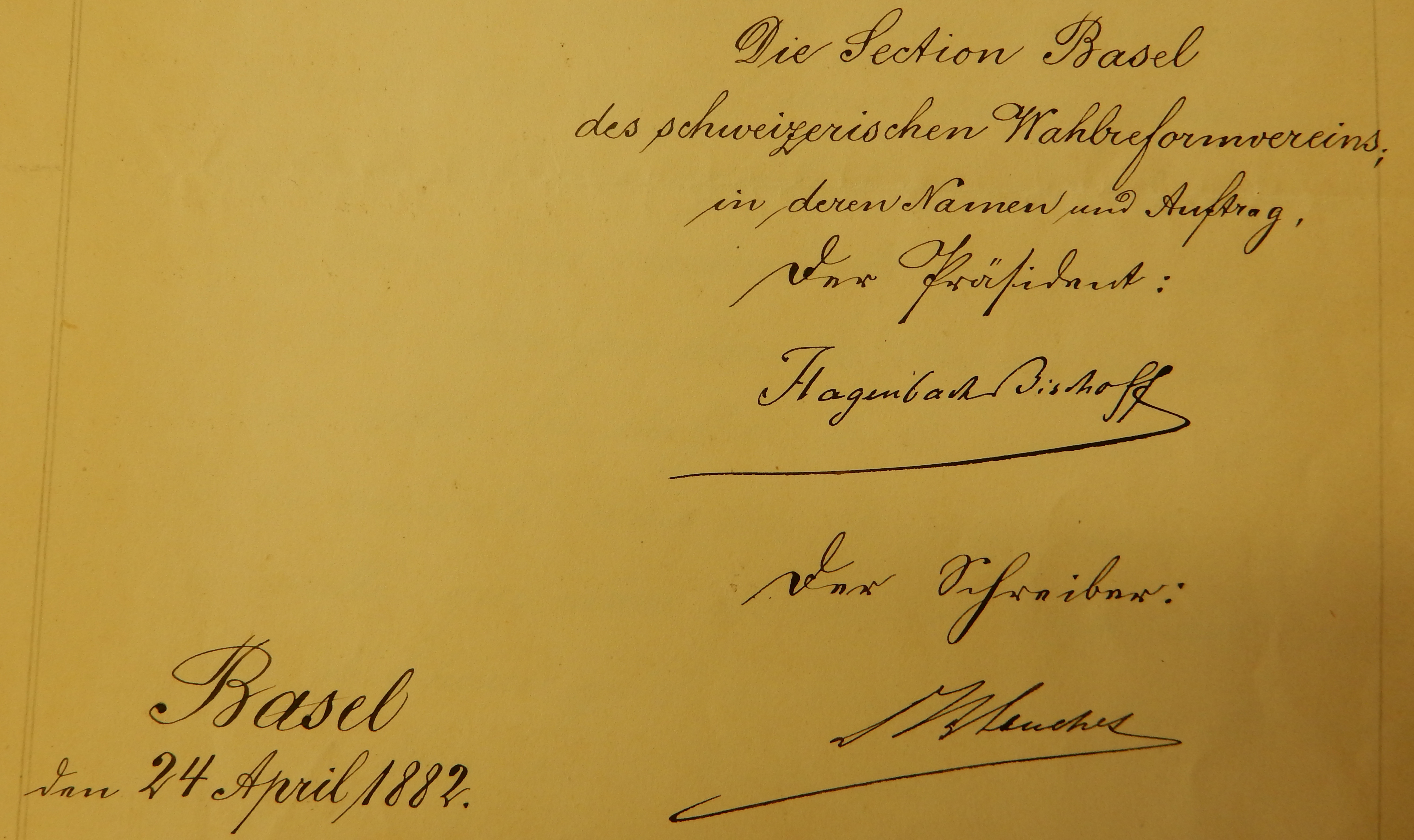
توقيع هاجنباخ-بيشوف كرئيس للقسم التابع لاتحاد الاصلاح الانتخابي السويسري في بازل

نظام هاجنباخ-بيشوف (بالإنجليزية: Hagenbach-Bischoff system) هو من الطرق المهمة المستخدمة في عملية توزيع المقاعد في أنظمة التمثيل النسبي بالقوائم الانتخابية، وهو في الأساس إحدى صيغ طريقة د’هوندت الشهيرة. يُنسب هذا النظام لأستاذ الرياضيات والفيزياء السويسري إدوارد هاجنباخ-بيشوف والذي تُنسب إليه أيضاً حصة هاجنباخ-بيشوف، والتي تُستخدم مع هذا النظام لتوزيع المقاعد في مرحلة التوزيع الأولى، والتي تسمى أيضا بمرحلة التوزيع الأساسية، فيما تُستخدم طريقة د’هوندت لتوزيع أي مقاعد متبقية في مرحلة التوزيع الثانية. ويُقصد هنا بمرحلة التوزيع الأولى، توزيع المقاعد على الأحزاب كل بحسب نسبته من الأصوات ولكن في هذه المرحلة نهمل كسور المقاعد ونأخذ فقط الأعداد الصحيحة، ثم في المرحلة الثانية نقوم بتوزيع المقاعد المتبقية الناتجة من الكسور المهملة في المرحلة الأولى بإحدى طرق طرق التوزيع المختلفة ومنها طريقة د’هوندت. ومن خلال التجربة فإن نظام هاجنباخ-بيشوف يؤدي إلى نتائج مشابهة لنتائج طريقة د’هوندت وأصبح النظام معروفاً بهذا التسمية في الدول التي تطبقه، ومنها سويسرا وبلجيكا. ومن الدول الأخرى التي تستخدم هذا النظام لوكسمبوغ والتي تطبقه في انتخاباتها للبرلمان الأوروبي. 

## خلفية تاريخية
على الرغم من تسمية هذا النظام باسم أستاذ الفيزياء والمصلح الانتخابي السويسري إدوارد هاجنباخ-بيشوف (1833-1910)، إلا أن التسمية الأصلية لهذا النظام هي طريقة د’هوندت نسبة لمخترعها الحقيقي، أستاذ الرياضيات البلجيكي فيكتور د’هوندت، مستخدما معها الحصة البسيطة أو ما تسمى بحصة هير لحساب الحصة أو المعامل الانتخابي (عدد الأصوات المطلوبة مقابل الحصول على مقعد في البرلمان)، وما كان هاجينباخ-بيشوف إلا مروج ومنادي لتطبيق هذد الطريقة لتوزيع المقاعد في انتخابات المجلس الوطني السويسري، إلا أنه سرعان ما اقترنت هذه الطريقة بإسمه ومن دون إرادته وصار النظام معروفاً بهذه التسمية في كثير من الدول التي تستخدمه، بينما إسمه الحقيقي طريقة د’هوندت. إلى جانب ترويجه لهذه الطريقة، فقد ساهم هاجينباخ-بيشوف في تطوير حصة هاجنباخ-بيشوف، والتي تعمل على توزيع أكبر عدد ممكن من المقاعد في المرحلة الأولى للتوزيع قبل أن تستخدم طريقة د’هوندت لتوزيع بقية المقاعد في المرحلة الثانية.

## الصيغة الرياضية لنظام هاجنباخ-بيشوف
فيما يلي نوضح كيفية توزيع المقاعد في المرحلتين الأولى (الأساسية) والمرحلة الثانية (المقاعد المتبقية) في نظام هاجنباخ-بيشوف (منقول من النسخة الألمانية). 
المرحلة الأولى
وفيها يتم استخدام الصيغة الرياضية التالية:
عدد المقاعد التي يحصل عليها الحزب = عدد الأصوات التي حصل عليها الحزب ÷ حصة دروب، حيث أن:
حصة دروب = العدد الصحيح الناتج من قسمة [إجمالي عدد الأصوات الصحيحة ÷ (إجمالي عدد المقاعد المتاحة للتوزيع + 1)] + 1. وبالصيغة الرياضية الإنجليزية تكون صيغة حصة دروب كما يلي:
{\displaystyle DQ=\left\lfloor {\frac {v}{s+1}}\right\rfloor +1,}
وبذلك تكون الصيغة الرياضية الكاملة لاحتساب عدد المقاعد التي يحصل عليها كل حزب وفقاً لنظام هاجنباخ-بيشوف كما يلي:
{\displaystyle {\text{Number of Seats}}=\left\lfloor {\frac {\text{Number of votes}}{\left\lfloor {\frac {\text{Total Votes}}{{\text{Total Seats}}+1}}+1\right\rfloor }}\right\rfloor }
حيث أن:
Number of Seats = عدد المقاعد التي يحصل عليها الحزب 
Number of vote = عدد الأصوات التي حصل عليها الحزب
Total Votes = إجمالي عدد الأصوات الصحيحة 
Total Seats = إجمالي عدد المقاعد المتاحة للتوزيع 
المرحلة الثانية: كيفية توزيع المقاعد المتبقية (إن وُجدت)
في هذه المرحلة يتم قسمة عدد الأصوات التي حصل عليها الحزب على (المقاعد التي حصل عليها الحزب في المرحلة الأولى مضافا إليها 1). والحزب الذي يحصل على أعلى نتيجة يحصل على مقعد من المقاعد المتبقية. وهكذا نكرر هذه الخطوة حتى ننتهي من توزيع جميع المقاعد المتبقية. 
والصيغة الرياضية الإنجليزية لتوزيع المقاعد المتبقية تكون يلي:
{\displaystyle \textstyle {\frac {\text{Number of Votes}}{{\text{Already Won Seats in the First Step}}+1}}}
مثال مبسط للتوضيح:
```
نفترض أن عدد المقاعد المتاحة للتوزيع 10.
```

```
الحزب الأصوات التي حثل عليه
أ  4160
ب  3380
ج  2460
```

الخطوة الأولى: التوزيع الأساسي
حصة دروب = العدد الصحيح الناتج من قسمة [إجمالي عدد الأصوات الصحيحة ÷ (إجمالي عدد المقاعد المتاحة للتوزيع + 1)] + 1
= [(4160+3380+2460)/(10+1)] +1 = (10000/11) +1 = 910 صوت لكل مقعد. 
وبناء على حصة دروب يحصل كل حزب في هذه المرحلة على عدد من المقاعد يساوي العدد الصحيح من ناتج قسمة الأصوات على الحصة، وذلك كما يلي:
```
أ: 4160/910 = 4 
ب: 3380/910 = 3
ج: 2460/910 = 2
```

وبذلك يكون عدد المقاعد الموزعة في المرحلة الأولى 9 مقاعد، ويتبقى مقعد.
الخطوة الثانية: استنتاج العدد الأكبر من خلال قسمة عدد الأصوات التي حصل عليها كل حزب على (المقاعد التي حصل عليها الحزب في المرحلة الأولى مضافا إليها 1)
```
أ: 4160/5 = 832
ب: 3380/4 = 845 (*)
ج: 2460/3 = 820
```

وعليه يكون المقعد الأخير المتبقي من نصيب الحزب ب. ولو افترضنا أنه لا تزال هناك مقاعد متبقية فسنكرر هذه الخطوة (الثانية) حتى ننتهي من توزيع جميع المقاعد المتبقية.
```
وبناء على ماتقدم تكون النتيجة النهائية لتوزيع المقاعد:
```

```
أ: 4 مقاعد، ب: 4 مقاعد، ج: 2 مقاعد = 10 مقاعد
```

## روابط إنترنت
- Erster Rechenschritt in der Schweiz
- Wahlrecht.de – Hagenbach-Bischoff-Verfahren